# Танги, Эрик
Эри́к Танги́ (фр.  Éric Tanguy, 28 января 1968, Кан) — французский композитор.

## Биография
Учился у Горацио Радулеску (1985—1988) и в Парижской консерватории у Иво Малека и Жерара Гризе, закончил в 1991 году (первая премия за композицию). По стипендиям занимался в Дармштадте (1988), на Вилле Медичи в Риме (1989), был стипендиатом Французской академии в Риме (1993—1994). По приглашению Анри Дютийё в 1995 году работал в Тэнглвудском музыкальном центре в Массачусетсе. В 1990-е и 2000-е годы был приглашенным композитором ряда оркестров Франции (в том числе Оркестра Бретани, для американских гастролей которого написана пьеса Incanto).
Жена — певица Патрисия Пётибон, у них есть сын.

## Избранные сочинения
- Vies-Multiformes для квинтета духовых (1991)[3]
- Струнный квартет (1993)
- Концерт для виолончели и оркестра n°1 (1994—1995)
- Сад земных наслаждений/ Le Jardin des délices для сопрано, флейты и виолончели, на текст Мишеля Онфре (1996)
- Соната для фортпиано (1996)
- Éclipse (1999)
- Концерт для виолончели и оркестра n°2 (2000)
- Соната для фортепиано № 2 (2001)
- Incanto (2002)
- Симфониетта для оркестра (2002—2003)
- Каприччо для кларнета (2004)
- Сенека, последний день/ Sénèque, dernier jour, концерт для оркестра и рассказчика (2004, исполнил Мишель Блан)
- Salve Regina для женского хора (2005)
- In excelsis (2009)

## Творческие связи
Его сочинения играли оркестры, которыми дирижировали Сэйдзи Одзава, Мишель Плассон, Паскаль Рофе, Семён Бычков. Их исполняли как солисты Мстислав Ростропович (он сыграл в 2001 году посвящённый ему Второй виолончельный концерт Танги), Анн Гастинель, Рено и Готье Капюсон, Пьер Ив Арто, Франсуа Лёлё, Эммануэль Паю, Дельфина Колло и др.

## Признание
Премия Андре Капле, присужденная Институтом Франции (1995). Премия Виктуар де ля мюзик композитору года (2004 и 2008).